# Boneta
Genre
Boneta est un genre d'opilions laniatores de la famille des Cosmetidae.

## Distribution
Les espèces de ce genre se rencontrent au Mexique et au Guatemala.

## Liste des espèces
Selon World Catalogue of Opiliones (16/07/2021) :
- Boneta bilineata Goodnight & Goodnight, 1944
- Boneta pulchra Roewer, 1947

## Publication originale
- Goodnight & Goodnight, 1944 : « More Phalangida from Mexico. » American Museum Novitates, no 1249, p. 1–13. (texte intégral).